# Adrian Voiculeț
Adrian Voiculeț (n. 10 iunie 1985, Sibiu) este un fotbalist român, care evoluează pe postul de atacant în Austria, la Union Neuhofen.